# Menhir von Cosquéro
 Der Menhir von Cosquéro (auch Menhir von Boisker genannt) steht im Wald von Kerigo, in der Nähe des Ortes Cosquéro, bei Moustoir-Ac in den Landes de Lanvaux im Département Morbihan in der Bretagne in Frankreich.
Der Menhir hat eine Höhe von 6,15 m, die Breite beträgt 3,0 m, bei einer Dicke von 1,5 m. Er ist derzeit der größte stehende Menhir im Morbihan.
In der Nähe stehen die Menhire von Kerara und Kermarquer und liegt der Dolmen von Min Goh Ru.